# Onou Village
Onou Village är en ort i Mikronesiska federationen.   Den ligger i kommunen Onou Municipality och delstaten Chuuk, i den västra delen av landet, 900 km väster om huvudstaden Palikir. Onou Village ligger 9 meter över havet och antalet invånare är 192.
Terrängen runt Onou Village är mycket platt.  Onou Village är det största samhället i trakten. 